# Messier 61
Messier 61 este un obiect ceresc care face parte din Catalogul Messier, întocmit de astronomul francez Charles Messier.